# Adelaide Ferreira
Adelaide Ferreira (eigentlich: Maria Adelaide Mengas Matafome Ferreira, * 23. September 1959 in Alcanena) ist eine portugiesische Sängerin und Schauspielerin.

## Leben und Wirken
Erste Singles von ihr erschienen ab 1978, ein Hit in Portugal wurde die 1981er Rocksingle Baby Suicida. Sie gewann 1985 das Festival da Canção und durfte daher beim Eurovision Song Contest 1985 in Göteborg für ihr Land antreten. Mit der Ballade Penso em ti (Eu sei) gelangte sie nur auf Platz 18. Dennoch blieb sie bis heute eine populäre Sängerin in ihrer Heimat mit einer ganzen Reihe von Singles und Alben.
Ab Anfang der 1980er Jahre wurde sie neben der Musik auch als Schauspielerin aktiv. Ihre wohl bedeutendste Rolle war in dem 1980er Spielfilm Kilas, o Mau da Fita. Seit Mitte der 1980er kann man sie in portugiesischen Telenovelas sehen.
2015 nahm sie mit dem Lied Paz erneut am Festival da Canção teil, schied aber bereits im Halbfinale aus.
2016 ist sie in einer der Hauptrollen im Stück Parque á vista im Teatro Maria Vitória in Lissabon zu sehen.

## Diskografie
Alben
- 1986: Entre Um Coco e Um Adeus
- 1989: Amantes Imortais
- 1996: O Realizador está Louco
- 1998: Só Baladas
- 2000: Sentidos
- 2006: Mais Forte que a Paixão
- 2008: O Melhor de Adelaide Ferreira
- 2011: Colecção Grandes Êxitos
- 2011: Esqueco-me de te Esquecer